# Xã Stronach, Michigan
Xã Stronach (tiếng Anh: Stronach Township) là một xã thuộc quận Manistee, tiểu bang Michigan, Hoa Kỳ. Năm 2010, dân số của xã này là 821 người.